# Championnat du Panama de football 2006
Navigation
Saison précédente Saison suivante
Le Championnat ANAPROF 2006 est la dix-neuvième édition de la première division panaméenne.
Lors de ce tournoi, le CD Plaza Amador a tenté de conserver son titre de champion du Panama face aux neuf meilleurs clubs panaméens.
La saison était divisée en deux tournois, l'Apertura et le Clausura, les deux vainqueurs se sont disputé le titre de champion à la fin de la saison.
Lors de chaque tournoi, chacun des dix clubs participant était confronté deux fois aux neuf autres équipes. Puis les quatre meilleurs s'affrontaient lors d'une phase finale à la fin du tournoi.
Seulement deux places étaient qualificatives pour la dernière édition de la Copa Interclubes UNCAF.

## Les 10 clubs participants
| \| Panama City : Alianza FC Chorrillo FC CD Plaza Amador CD Policía Nacional Tauro FC Panama City Deportivo Árabe Unido Atlético Chiriquí Panama City San Francisco FC Sporting San Miguelito Panama City Atlético Veragüense \| Localisation des clubs engagés dans le championnat. |
| Panama City : Alianza FC Chorrillo FC CD Plaza Amador CD Policía Nacional Tauro FC Panama City Deportivo Árabe Unido Atlético Chiriquí Panama City San Francisco FC Sporting San Miguelito Panama City Atlético Veragüense                                                           |

| Club                     | Stade                     | Capacité          | Ville                |
| Alianza FC               | Stade Camping Resort      | 1 500             | Panama City          |
| Deportivo Árabe Unido    | Stade Armando Dely Valdes | 4 000             | Colón                |
| Atlético Chiriquí        | Stade San Cristóbal       | 2 500             | David                |
| Chorrillo FC             | Stade Municipal de Balboa | 2 000             | Panama City          |
| CD Plaza Amador          | Stade Rommel Fernández    | 32 000            | Panama City          |
| CD Policía Nacional (en) | Stade Kobe                | Capacité inconnue | Panama City          |
| San Francisco FC         | Stade Agustín Sánchez     | 3 040             | La Chorrera          |
| Sporting San Miguelito   | Camp Giancarlo Gronchi    | Capacité inconnue | San Miguelito        |
| Tauro FC                 | Camp Giancarlo Gronchi    | Capacité inconnue | Panama City          |
| Atlético Veragüense (en) | Stade Áristocles Castillo | 700               | Santiago de Veraguas |

## Tournoi Apertura
Le tournoi Apertura  se déroule de la même façon que les tournois saisonniers précédents, en deux phases :
- La phase de qualification : les dix-huit journées de championnat.
- La phase finale : les matchs aller-retour allant des demi-finales à la finale.

### Phase de qualification
Lors de la phase de qualification les dix équipes affrontent à deux reprises les neuf autres équipes selon un calendrier tiré aléatoirement.
Les quatre meilleures équipes sont qualifiées pour les demi-finales.
Le classement est établi sur le barème de points classique (victoire à 3 points, match nul à 1, défaite à 0).
Le départage final se fait selon les critères suivants :
- Le nombre de points.
- Le nombre de points particulier.
- La différence de buts particulière.
- La différence de buts générale.
- Le nombre de buts marqué.

#### Classement
| Rang | Équipe                       | Pts | J  | G  | N  | P  | Bp | Bc | Diff |
| ---- | ---------------------------- | --- | -- | -- | -- | -- | -- | -- | ---- |
| 1    | Tauro FC                     | 35  | 18 | 10 | 5  | 3  | 25 | 14 | +11  |
| 2    | CD Plaza Amador (T)          | 31  | 18 | 9  | 4  | 5  | 30 | 18 | +12  |
| 3    | Sporting San Miguelito       | 30  | 18 | 8  | 6  | 4  | 19 | 13 | +6   |
| 4    | San Francisco FC             | 29  | 18 | 7  | 8  | 3  | 20 | 11 | +9   |
| 5    | Chorrillo FC                 | 24  | 18 | 5  | 9  | 4  | 20 | 17 | +3   |
| 6    | Alianza FC                   | 24  | 18 | 7  | 3  | 8  | 22 | 22 | 0    |
| 7    | Atlético Veragüense (en)     | 24  | 18 | 6  | 6  | 6  | 25 | 27 | -2   |
| 8    | Deportivo Árabe Unido        | 19  | 18 | 3  | 10 | 5  | 15 | 18 | -3   |
| 9    | Atlético Chiriquí            | 18  | 18 | 4  | 6  | 8  | 18 | 29 | -11  |
| 10   | CD Policía Nacional (en) (P) | 5   | 18 | 0  | 5  | 13 | 10 | 35 | -25  |

| Légende : Qualifications et relégations | Légende : Qualifications et relégations             |
| --------------------------------------- | --------------------------------------------------- |
|                                         | Qualifié pour les demi-finales                      |
|                                         | (T) : Tenant du titre (P) : Promu de la saison 2005 |

#### Matchs
| Résultats (▼dom., ►ext.)                                   | Ali | Ára | Chi | Ver | Cho | Pla | Pol | San | Spo | Tau |
| Alianza FC                                                 |     | 0-0 | 4-2 | 1-1 | 1-2 | 0-2 | 4-1 | 1-0 | 1-2 | 2-1 |
| Deportivo Árabe Unido                                      | 0-0 |     | 1-2 | 2-2 | 0-0 | 1-1 | 1-0 | 1-1 | 2-1 | 1-1 |
| Atlético Chiriquí                                          | 2-3 | 0-0 |     | 0-2 | 1-1 | 2-1 | 2-1 | 0-0 | 1-2 | 1-0 |
| Atlético Veragüense (en)                                   | 1-2 | 2-1 | 3-3 |     | 2-0 | 1-2 | 1-0 | 1-1 | 0-2 | 1-4 |
| Chorrillo FC                                               | 3-0 | 2-0 | 3-1 | 1-3 |     | 0-0 | 2-0 | 1-1 | 0-1 | 0-2 |
| CD Plaza Amador                                            | 1-0 | 1-0 | 6-1 | 3-2 | 1-0 |     | 5-1 | 1-2 | 1-0 | 1-2 |
| CD Policía Nacional (en)                                   | 0-2 | 2-3 | 0-0 | 1-1 | 2-2 | 0-2 |     | 1-5 | 0-0 | 1-3 |
| San Francisco FC                                           | 1-0 | 0-0 | 1-0 | 3-0 | 1-1 | 1-0 | 0-0 |     | 1-0 | 2-2 |
| Sporting San Miguelito                                     | 2-1 | 1-1 | 0-0 | 1-2 | 1-1 | 1-1 | 1-0 | 1-0 |     | 0-0 |
| Tauro FC                                                   | 1-0 | 2-1 | 1-0 | 0-0 | 0-0 | 3-1 | 1-0 | 1-0 | 1-3 |     |
| - Victoire à domicile - Match nul - Victoire à l'extérieur |     |     |     |     |     |     |     |     |     |     |

#### La phase finale
Les quatre équipes qualifiées sont réparties dans le tableau final d'après leur classement général.
En cas d'égalité sur la somme des deux matchs, c'est l'équipe ayant marqué le plus de buts à extérieur qui l'emporte puis une prolongation et une séance de tirs au but ont éventuellement lieu.

##### Tableau
|  | 1/2 finale             | 1/2 finale             | 1/2 finale      | 1/2 finale | 1/2 finale | 1/2 finale       |                  |     | Finale | Finale | Finale | Finale | Finale |  |
|  |                        |                        |                 |            |            |                  |                  |     |        |        |        |        |        |  |
|  |                        |                        |                 |            |            |                  |                  |     |        |        |        |        |        |  |
|  |                        |                        |                 |            |            |                  |                  |     |        |        |        |        |        |  |
|  | Tauro FC               | Tauro FC               | (1)             | 0          | 1          |                  |                  |     |        |        |        |        |        |  |
|  | Tauro FC               | Tauro FC               | (1)             | 0          | 1          |                  |                  |     |        |        |        |        |        |  |
|  | San Francisco FC       | San Francisco FC       | (4)             | 0          | 2          |                  |                  |     |        |        |        |        |        |  |
|  | San Francisco FC       | San Francisco FC       | (4)             | 0          | 2          | San Francisco FC | San Francisco FC | (4) | 3      |        |        |        |        |  |
|  |                        |                        |                 |            |            |                  | San Francisco FC | (4) | 3      |        |        |        |        |  |
|  |                        | CD Plaza Amador        | CD Plaza Amador | (2)        | 0          |                  |                  |     |        |        |        |        |        |  |
|  | CD Plaza Amador        | CD Plaza Amador        | CD Plaza Amador | (2)        | 0          | (2)              | 2                | 2   |        |        |        |        |        |  |
|  | CD Plaza Amador        | CD Plaza Amador        |                 |            |            | (2)              | 2                | 2   |        |        |        |        |        |  |
|  | Sporting San Miguelito | Sporting San Miguelito | (3)             | 0          | 1          |                  |                  |     |        |        |        |        |        |  |
|  | Sporting San Miguelito | Sporting San Miguelito | (3)             | 0          | 1          |                  |                  |     |        |        |        |        |        |  |

##### Demi-finales
| Club            | Aller | Retour | Club                   | Commentaire |
| Tauro FC        | 0-0   | 1-2    | San Francisco FC       |             |
| CD Plaza Amador | 2-0   | 2-1    | Sporting San Miguelito |             |

##### Finale
| 13 mai 2006 | San Francisco FC                                   | 3:0 | CD Plaza Amador | Stade Rommel Fernández |
|             | Joel Jimenez csc · Gabriel Torres · Gabriel Torres |     |                 |                        |

## Tournoi Clausura
Le tournoi Clausura se déroule de la même façon que les tournois saisonniers précédents, en deux phases :
- La phase de qualification : les dix-huit journées de championnat.
- La phase finale : les matchs aller-retour allant des demi-finales à la finale.

### Phase de qualification
Lors de la phase de qualification les dix équipes affrontent à deux reprises les neuf autres équipes selon un calendrier tiré aléatoirement.
Les quatre meilleures équipes sont qualifiées pour les demi-finales.
Le classement est établi sur le barème de points classique (victoire à 3 points, match nul à 1, défaite à 0).
Le départage final se fait selon les critères suivants :
- Le nombre de points.
- Le nombre de points particulier.
- La différence de buts particulière.
- La différence de buts générale.
- Le nombre de buts marqué.

#### Classement
| Rang | Équipe                       | Pts | J  | G  | N | P  | Bp | Bc | Diff |
| ---- | ---------------------------- | --- | -- | -- | - | -- | -- | -- | ---- |
| 1    | Tauro FC                     | 37  | 18 | 10 | 7 | 1  | 31 | 17 | +14  |
| 2    | San Francisco FC             | 35  | 18 | 11 | 2 | 5  | 40 | 25 | +15  |
| 3    | Deportivo Árabe Unido        | 33  | 18 | 10 | 3 | 5  | 30 | 20 | +10  |
| 4    | Atlético Veragüense (en)     | 33  | 18 | 9  | 6 | 3  | 22 | 16 | +6   |
| 5    | CD Plaza Amador (T)          | 31  | 18 | 9  | 4 | 5  | 25 | 17 | +8   |
| 6    | Alianza FC                   | 26  | 18 | 8  | 2 | 8  | 29 | 31 | -2   |
| 7    | Chorrillo FC                 | 24  | 18 | 6  | 6 | 6  | 24 | 23 | +1   |
| 8    | Sporting San Miguelito       | 13  | 18 | 4  | 1 | 13 | 17 | 31 | -14  |
| 9    | Atlético Chiriquí            | 10  | 18 | 2  | 4 | 12 | 14 | 30 | -16  |
| 10   | CD Policía Nacional (en) (P) | 10  | 18 | 3  | 1 | 14 | 17 | 39 | -22  |

| Légende : Qualifications et relégations | Légende : Qualifications et relégations             |
| --------------------------------------- | --------------------------------------------------- |
|                                         | Qualifié pour les demi-finales                      |
|                                         | (T) : Tenant du titre (P) : Promu de la saison 2005 |

#### Matchs
| Résultats (▼dom., ►ext.)                                   | Ali | Ára | Chi | Ver | Cho | Pla | Pol | San | Spo | Tau |
| Alianza FC                                                 |     | 1-2 | 3-1 | 2-1 | 4-3 | 0-2 | 2-0 | 3-2 | 1-2 | 0-1 |
| Deportivo Árabe Unido                                      | 3-2 |     | 1-0 | 0-1 | 0-0 | 3-0 | 3-1 | 3-1 | 3-1 | 2-3 |
| Atlético Chiriquí                                          | 1-2 | 1-2 |     | 1-1 | 1-2 | 0-0 | 1-3 | 0-2 | 1-0 | 1-1 |
| Atlético Veragüense (en)                                   | 0-0 | 1-0 | 0-0 |     | 3-2 | 2-1 | 1-0 | 2-2 | 1-2 | 0-1 |
| Chorrillo FC                                               | 1-2 | 1-1 | 3-2 | 0-0 |     | 0-0 | 3-0 | 1-2 | 1-0 | 2-2 |
| CD Plaza Amador                                            | 4-1 | 2-1 | 0-1 | 0-0 | 2-0 |     | 2-0 | 4-1 | 2-1 | 1-2 |
| CD Policía Nacional (en)                                   | 0-3 | 2-3 | 1-0 | 2-3 | 2-3 | 1-2 |     | 1-5 | 2-1 | 1-2 |
| San Francisco FC                                           | 4-0 | 2-1 | 2-0 | 1-2 | 1-0 | 3-1 | 3-1 |     | 3-0 | 4-5 |
| Sporting San Miguelito                                     | 3-2 | 0-1 | 4-2 | 2-3 | 0-1 | 1-2 | 0-0 | 0-1 |     | 0-2 |
| Tauro FC                                                   | 1-1 | 1-1 | 3-1 | 0-1 | 1-1 | 0-0 | 2-0 | 1-1 | 3-0 |     |
| - Victoire à domicile - Match nul - Victoire à l'extérieur |     |     |     |     |     |     |     |     |     |     |

#### La phase finale
Les quatre équipes qualifiées sont réparties dans le tableau final d'après leur classement général.
En cas d'égalité sur la somme des deux matchs, c'est l'équipe ayant marqué le plus de buts à extérieur qui l'emporte puis une prolongation et une séance de tirs au but ont éventuellement lieu.

##### Tableau
|  | 1/2 finale               | 1/2 finale               | 1/2 finale            | 1/2 finale | 1/2 finale | 1/2 finale |          |     | Finale | Finale | Finale | Finale | Finale |  |
|  |                          |                          |                       |            |            |            |          |     |        |        |        |        |        |  |
|  |                          |                          |                       |            |            |            |          |     |        |        |        |        |        |  |
|  |                          |                          |                       |            |            |            |          |     |        |        |        |        |        |  |
|  | Tauro FC                 | Tauro FC                 | (1)                   | 1          | 2          |            |          |     |        |        |        |        |        |  |
|  | Tauro FC                 | Tauro FC                 | (1)                   | 1          | 2          |            |          |     |        |        |        |        |        |  |
|  | Atlético Veragüense (en) | Atlético Veragüense (en) | (4)                   | 1          | 0          |            |          |     |        |        |        |        |        |  |
|  | Atlético Veragüense (en) | Atlético Veragüense (en) | (4)                   | 1          | 0          | Tauro FC   | Tauro FC | (1) | 2      |        |        |        |        |  |
|  |                          |                          |                       |            |            |            | Tauro FC | (1) | 2      |        |        |        |        |  |
|  |                          | Deportivo Árabe Unido    | Deportivo Árabe Unido | (3)        | 0          |            |          |     |        |        |        |        |        |  |
|  | San Francisco FC         | San Francisco FC         | Deportivo Árabe Unido | (3)        | 0          | (2)        | 2        | 1   | 0      |        |        |        |        |  |
|  | San Francisco FC         | San Francisco FC         |                       |            |            | (2)        | 2        | 1   | 0      |        |        |        |        |  |
|  | Deportivo Árabe Unido    | Deportivo Árabe Unido    | (3)                   | 1          | 2          | 1          |          |     |        |        |        |        |        |  |
|  | Deportivo Árabe Unido    | Deportivo Árabe Unido    | (3)                   | 1          | 2          | 1          |          |     |        |        |        |        |        |  |

##### Demi-finales
| Club             | Aller | Retour | Club                     | Commentaire        |
| Tauro FC         | 1-1   | 2-0    | Atlético Veragüense (en) |                    |
| San Francisco FC | 2-1   | 1-2    | Deportivo Árabe Unido    | Prolongation : 0-1 |

##### Finale
| 25 novembre 2006 | Tauro FC                          | 2:0 | Deportivo Árabe Unido | Stade Rommel Fernández |
|                  | Hector Nazarith · Rolando Escobar |     |                       |                        |

## Classement cumulatif
| Rang | Équipe                       | Pts | J  | G  | N  | P  | Bp | Bc | Diff |
| ---- | ---------------------------- | --- | -- | -- | -- | -- | -- | -- | ---- |
| 1    | Tauro FC (C)                 | 72  | 36 | 20 | 12 | 4  | 56 | 31 | +25  |
| 2    | San Francisco FC (C)         | 64  | 36 | 18 | 10 | 8  | 60 | 36 | +24  |
| 3    | CD Plaza Amador              | 62  | 36 | 18 | 8  | 10 | 55 | 35 | +20  |
| 4    | Atlético Veragüense (en)     | 57  | 36 | 15 | 12 | 9  | 47 | 43 | +4   |
| 5    | Deportivo Árabe Unido        | 52  | 36 | 13 | 13 | 10 | 45 | 38 | +7   |
| 6    | Alianza FC                   | 50  | 36 | 15 | 5  | 16 | 51 | 53 | -2   |
| 7    | Chorrillo FC                 | 48  | 36 | 11 | 15 | 10 | 44 | 40 | +4   |
| 8    | Sporting Cocle               | 43  | 36 | 12 | 7  | 17 | 36 | 44 | -8   |
| 9    | Atlético Chiriquí            | 28  | 36 | 6  | 10 | 20 | 32 | 59 | -27  |
| 10   | CD Policía Nacional (en) (P) | 15  | 36 | 3  | 6  | 27 | 27 | 74 | -47  |

| Légende : Qualifications et relégations | Légende : Qualifications et relégations                                         |
| --------------------------------------- | ------------------------------------------------------------------------------- |
|                                         | Copa Interclubes UNCAF 2007 (en) (1er Tour)                                     |
|                                         | Relégué en Primera A                                                            |
|                                         | (C) : Vainqueur d'un des deux tournois de l'année (P) : Promu de la saison 2005 |

## La "Grand Final"
| 3 décembre 2006 | Tauro FC | 0:1 | San Francisco FC | Stade Rommel Fernández |
|                 |          |     | Alberto Zapata   |                        |

## Bilan du tournoi
| Tableau d'Honneur        |                  |
| Compétition              | Vainqueur        |
| Championnat ANAPROF 2006 | San Francisco FC |

| Qualifications continentales 2007-2008 |                           |
| Copa Interclubes UNCAF                 | Qualifiés                 |
| Premier tour (en)                      | Tauro FC San Francisco FC |

| Promotions et relégations |                          |
| Relégué en Primera A      | CD Policía Nacional (en) |
| Promu de Primera A        | Chepo FC                 |